# Ollegard von Ahlefeldt
Ollegard von Ahlefeldt (auch: Ölgard von Ahlefeldt), geborene von Buchwaldt (* 1547 auf Gut Borstel; † 1618 auf Gut Kaden), war eine deutsche Adelige. Als solche war sie Erbherrin der Güter von Haselau und Kaden.

## Leben
Sie war eine Tochter von Jasper von Buchwaldt, Herr auf Borstel und Sierhagen, und der Anna von Rantzau auf Kletkamp.
Im Jahre 1565 heiratete sie Wulff von Ahlefeldt. Aus der Ehe gingen fünf Kinder hervor, darunter Marquard von Ahlefeldt. Nachdem ihr Mann 1572 an den Folgen eines Sturzes mit dem Pferd gestorben war, erbte sie die Adligen Güter Kaden und Haselau. Die Besitzungen des Haselauer Gutes umfassten Winsen, Kollmar und Moorhusen, einen heutigen Ortsteil der Gemeinde Kollmar.
Sie ließ von dem Erbe ihres verstorbenen Mannes in den Jahren 1572 und 1573 in Haselau die Kirche, das Pastorat, die Küsterwohnung und das Erbbegräbnis von Grund auf renovieren. Andererseits bewirtschaftete sie die Güter sehr sparsam, um die Kosten für die Ausbildung und Mitgift der Kinder aufbringen zu können. Ollegard von Ahlefeldt war jedoch nicht nur Ehrenfrau. Sie versuchte Bauern zu Landverkäufen zu zwingen oder sie von ihren Höfen zu vertreiben. Ab 1616 kam es zu mehreren Klagen vor dem Landgericht und die Bauern bekamen Recht. Die darauf folgenden Appellationen vor dem Appellationsgericht hatten jedoch keinen Erfolg.
Auch war sie 1574 bei der Kaperung eines gestrandeten Schiffes am Elbstrand beteiligt, das Kohle aus England geladen hatte. Beim Versuch der Mannschaft, mit Hilfskräften das Schiff wieder flottzumachen, wurde ein Teil der Männer gefangen genommen und das Schiff gekapert. Am 20. September 1574 wurde sie vom Reichskammergericht mitschuldig gesprochen und zur Zahlung einer Entschädigung verurteilt. Sie weigerte sich jedoch, diese zu zahlen. Zwei Jahre später reichte sie eine Verteidigungsschrift ein, der folgende Prozess dauerte lange: Nach und nach verstarben Ollegard von Ahlefeldt und die anderen Beklagten; der Prozess soll einen gewaltigen Aufwand verursacht haben und endete nach 34 Jahren ohne endgültiges Urteil.
Ollegard von Ahlefeldt starb im November 1618 auf Gut Kaden und wurde an der Seite ihres Bruders Hans von Buchwald auf Gut Borsten beigesetzt.